# Cmentarz żydowski w Otwocku
Cmentarz żydowski w Karczewie-Anielinie (potocznie nazywany cmentarzem w Anielinie)dla odróżnienia od właściwego cmentarza w Karczewie) – cmentarz założony w XIX wieku.

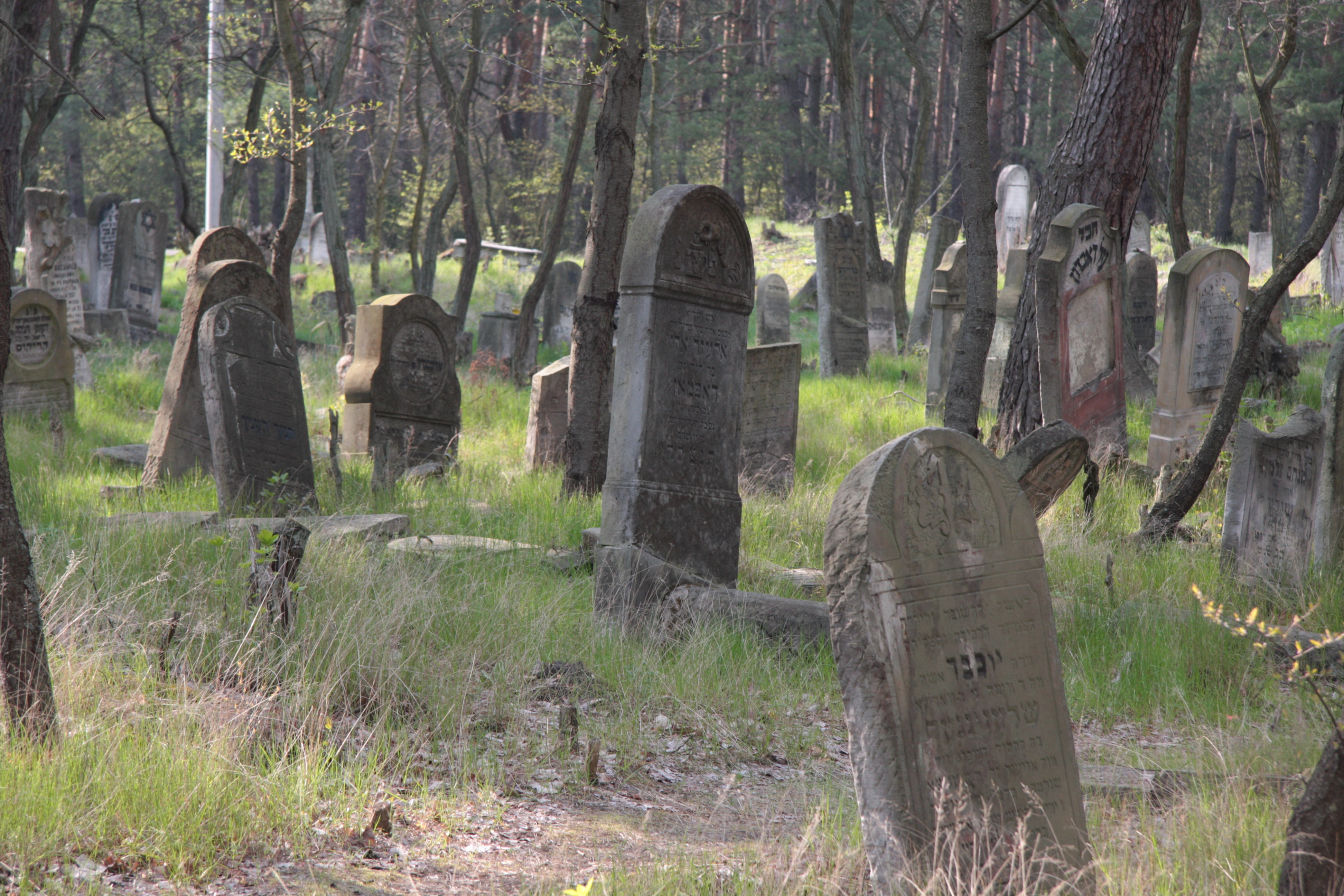
Macewy na cmentarzu żydowskim w Karczewie-Anielinie.

Podczas II wojny światowej został zdewastowany przez Niemców, jednak na powierzchni 1,7 hektara zachowało się około 900 macew.
Żydzi mieszkający na stałe w Otwocku chowani byli zazwyczaj na kirkucie w Karczewie, a ci będący pacjentami otwockich szpitali i sanatoriów – na cmentarzu w Karczewie-Anielinie.
Na cmentarzu pochowany został m.in. rozstrzelany w październiku 1939 przez Niemców pisarz Urke Nachalnik, ale dokładna lokalizacja jego grobu nie jest znana.
W okresie PRL wiele nagrobków zostało zniszczonych, groby plądrowano, zaś przez teren cmentarza poprowadzono linię wysokiego napięcia.
W ostatnich latach Społeczny Komitet Pamięci Żydów Otwockich i Karczewskich prowadzi na terenie kirkutu prace porządkowe. W sierpniu 2007 wzdłuż granic cmentarza rozpoczęto układać ciężkie głazy. Udało się w ten sposób ogrodzić połowę jego terenu.